# シェーンブルン・ドイツ語

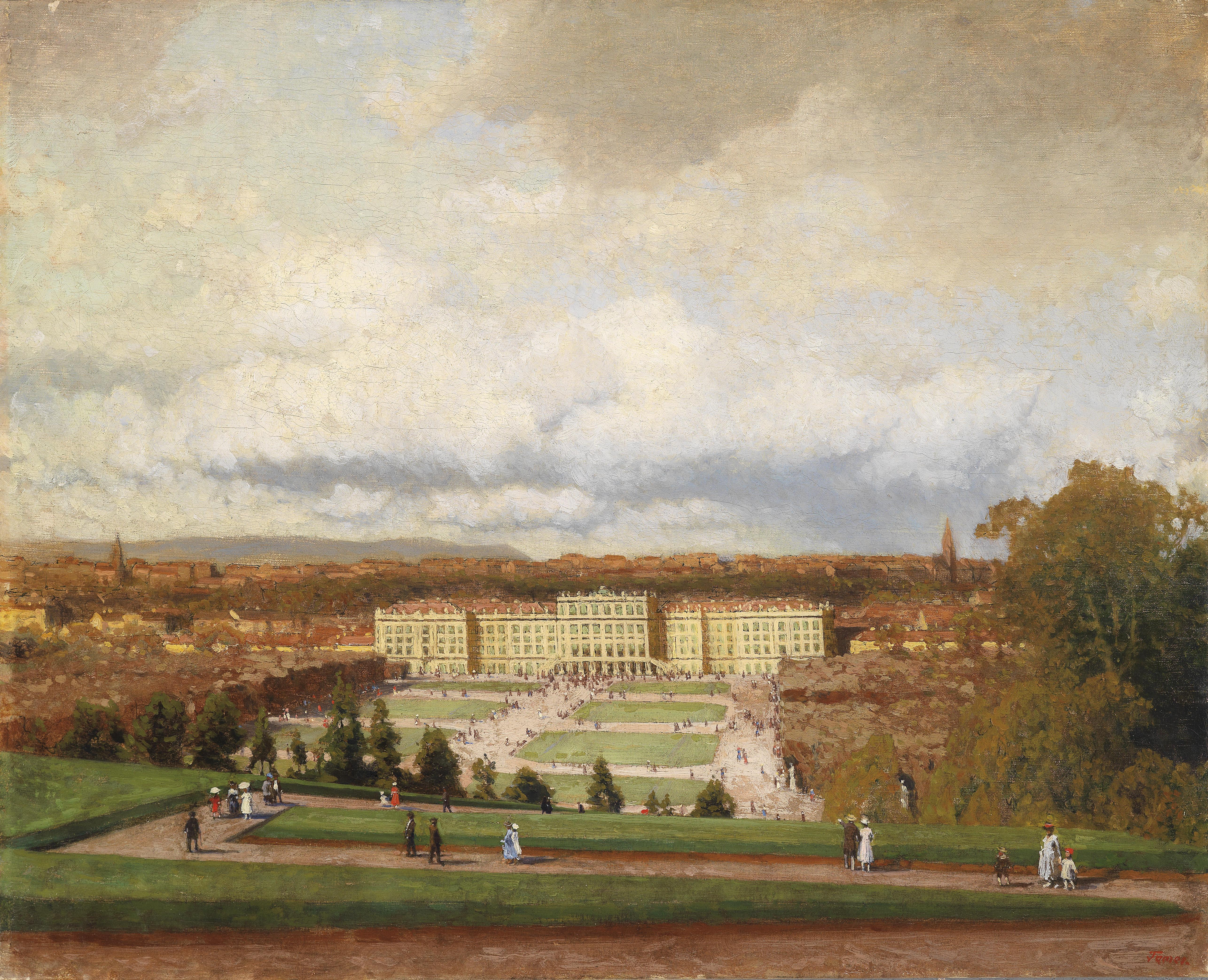
グロリエッテから見たシェーンブルン宮殿、1928年以前のハインリヒ・トメッツの画

シェーンブルン・ドイツ語（ドイツ語：Schönbrunner Deutsch）は、18世紀後半からウィーンの神聖ローマ皇帝の宮廷で話されていた歴史的な標準ドイツ語の一形態。

## 歴史
言語学的に見て社会方言 (Soziolekt) の一種で、社会的要因によって生じた特定集団（年齢・階層など）の言語形態である。18世紀後半以降、皇帝・皇族、貴族、ウィーンの富裕市民によって話されていた。こうしたウィーン宮廷社会を中心に広まったドイツ語の発話形式はオーストリア・ハンガリー領内（1806年以前の神聖ローマ帝国時代）、並びにオーストリア帝国（1806年以降）では標準的なドイツ語とされていた。
名称の由来はウィーン市13区（ヒーツィング区）にあるシェーンブルン宮殿。今日、このドイツ語を話す住民もこの区に集中している一方で、ほぼ絶滅に近い社会方言とされている。ドイツ語の発話形態の一種としては顕著な特徴を有しており、例えば、特定のアルファベットに強勢が付けられたり、長音化や短縮されたりする。スピードやモーラ（イントネーション）の点でも特徴的な面がある。

## 音声・動画事例
- オットー・フォン・ハプスブルク[1]
- 皇帝カール1世(1916–1918)[2]
- 皇帝フランツ・ヨーゼフ1世(1848–1916)[3]